# ناسداك دبي
ناسداك دبي هي بورصة مقرها دبي تسرد الأسهم الإقليمية والدولية في الشرق الأوسط. من خلال التبادل ، يمكن للمصدرين الإقليميين الوصول إلى الاستثمار الإقليمي والدولي. يمكن للمصدرين الدوليين الوصول إلى الاستثمار من المنطقة ، من خلال الإدراج الأساسي أو المزدوج
تشمل منطقة ناسداك دبي الإمارات العربية المتحدة وبقية دول مجلس التعاون الخليجي والشرق الأوسط الكبير وشمال إفريقيا وتركيا وشبه القارة الهندية.
المساهم الأكبر في ناسداك دبي هو سوق دبي المالي ، الذي استحوذ على ثلثي الأسهم في مايو 2010 من بورصة دبي ومجموعة ناسداك أو إم إكس. لا تزال بورصة دبي تمتلك ثلث الأسهم.
تقع ناسداك دبي في مركز دبي المالي العالمي، وهي منطقة مالية حرة. يتم تنظيم البورصة من قبل سلطة دبي للخدمات المالية.

## التاريخ
انطلقت البورصة في 26 سبتمبر 2005 تحت اسم بورصة دبي العالمية (DIFX)، والتي أدرجت في البداية الأسهم ومنتجات المؤشرات.
في عام 2007، أدرجت البورصة أكبر طرح عام أولي في الشرق الأوسط، عندما جمعت موانئ دبي العالمية 4.96 مليار دولار أمريكي.
في عام 2008، استحوذت ناسداك أو إم إكس على حصة الثلث في بورصة دبي العالمية وأعادت تسميتها بناسداك دبي. وكان الثلثان الآخران مملوكين لبورصة دبي، الشركة القابضة لناسداك دبي وسوق دبي المالي (DFM).
في عام 2008، أطلقت ناسداك دبي أول سوق مشتقات الأسهم في الإمارات العربية المتحدة.

## حجم تداول الأسهم
سجلت «بورصة ناسداك دبي»  معدلات نمو كبيرة في حجم تداول الأسهم خلال الربع الأول 2024، بارتفاع نسبته 81.8%، مقارنة بالربع الأول 2023.و خلال الربع الأول من 2024  بلغ إجمالي حجم تداول أسهم «ناسداك دبي» 6982 سهماً، مقابل 3840 سهماً خلال الربع الأول من2023. علماَ أن رأس المال المصرح به بلغ في نهاية 2023 (مليار دولار أمريكي)

## القيمة الإجمالية للصكوك والسندات المدرجة في البورصة في2024
في 2024 بلغت القيمة الإجمالية للصكوك والسندات المدرجة في البورصة 134 مليار دولار، أما الإدراجات المتعلقة بالحوكمة البيئية والاجتماعية والمؤسسية، فقد بلغت قيمتها 30 مليار دولار، وتمثل قيمة الصكوك المستدامة منها 18 مليار دولار،

## الإصدارات الخضراء
في 2023 جذبت  البورصة الإصدارات ذات الصلة بالممارسات البيئية والاجتماعية وحوكمة الشركات بقيمة 11.7 مليار دولار أمريكي، بما في ذلك الإصدارات الخضراء لأول مرة من قِبل بنك الصين وموانئ دبي العالمية وشركة فايف القابضة.

## روابط خارجية
- الموقع الرسمي
- DFSA - سلطة دبي للخدمات المالية (منظم السوق)
- DIFC - مركز دبي المالي العالمي